# Beate Maes
Beate Maes (* 3. Oktober 1966 in Ost-Berlin) ist eine deutsche Schauspielerin.

## Werdegang
Maes ist Absolventin der Schauspielschule Krauss in Wien und wirkt in zahlreichen Fernseh-, Kino- und Theaterproduktionen mit.
So wurde sie unter anderem bekannt durch ihre Rollen als Bettina Solms in der ARD-Vorabendserie Praxis Bülowbogen und als Dr. Heike Burkhard in der RTL-II-Vorabendserie Alle zusammen – jeder für sich. Darüber hinaus spielte sie auch in einzelnen Episoden verschiedener Fernsehserien wie Ein Fall für zwei, Küstenwache, SOKO 5113 und SOKO Köln.
Daneben hatte Beate Maes auch Rollen in Fernsehfilmen wie der Thriller Bastard (2011) Mogadischu (2008) und Zodiak – Der Horoskop-Mörder (2007). Außerdem spielte sie in einzelnen Kinoproduktionen mit wie in Männerherzen (2008) und in Cascadeur – Die Jagd nach dem Bernsteinzimmer (1998).
Als Theaterschauspielerin stand Maes am Grenzlandtheater Aachen, am Theater am Kurfürstendamm in Berlin und am Altonaer Theater in Hamburg auf der Bühne.

## Filmografie (Auswahl)
- 1995–1996: Praxis Bülowbogen (Fernsehserie)
- 1996–1997: Alle zusammen – Jeder für sich
- 1996: Ein Fall für zwei – Episode 139: Richtermord
- 1998: Cascadeur – Die Jagd nach dem Bernsteinzimmer
- 2000: Dr. Stefan Frank – Der Arzt, dem die Frauen vertrauen – Recht auf Leben
- 2002: Die Affäre Semmeling (Fernsehfilm)
- 2003: Dienstreise – Was für eine Nacht
- 2003: Tatort – Die Liebe und ihr Preis
- 2003: Wilsberg – Letzter Ausweg Mord
- 2004: Rosamunde Pilcher: Solange es dich gibt
- 2005, 2019: In aller Freundschaft (Fernsehserie, drei und zwei Episoden)
- 2005–2014: Küstenwache (Fernsehserie, drei Episoden)
- 2006: Die Rosenheim-Cops (Fernsehserie, Episode Das verschwundene Dorf)
- 2008–2011: Die Alpenklinik (Fernsehreihe)
- 2008: SOKO Kitzbühel (Fernsehserie, Episode Diamantenmord)
- 2009: Inga Lindström – Mia und ihre Schwestern (Fernsehfilm)
- 2010–2014: Der letzte Bulle (Fernsehserie, drei Episoden)
- 2011: Männerherzen … und die ganz ganz große Liebe
- 2011: Bastard
- 2012: Die Aufnahmeprüfung (Fernsehfilm)
- 2012: Frühling für Anfänger
- 2013: Danni Lowinski (Fernsehserie, Episode Gutes tun)
- 2013: SOKO Stuttgart (Fernsehserie, Episode Rapunzel)
- 2014: Ein starkes Team: Der Freitagsmann
- 2015: Deutschland 83 (Fernsehserie, vier Episoden)
- 2016: Der Lehrer (Fernsehserie, Episode  …und dich auf deinen verdammten Knien!)
- 2016: Sturm der Liebe (vier Episoden)
- 2016: Der Athen-Krimi – Trojanische Pferde (TV-Krimi)[2]
- 2017: Die Spezialisten – Prinzessin
- 2017: Leni Riefenstahl – Die Diva und die Stasi (Fernsehfilm aus der Reihe Geschichte Mitteldeutschlands. Maes als Leni Riefenstahl)
- 2018: Tatort: Vom Himmel hoch
- 2018: Milk & Honey (Fernsehserie, durchgehende Rolle)
- 2019: SOKO Wismar (Fernsehserie, Episode Zweiter Frühling)
- 2020: Der Bergdoktor (Fernsehserie, Episode Die große Kälte)
- 2021: Requiem für einen Freund
- 2023: SOKO Donau (Fernsehserie, Episode In Schönheit sterben)